# Città di Melilli Calcio a 5
La Associazione Sportiva Dilettantistica Città di Melilli Calcio a 5  è una squadra italiana di calcio a 5, con sede a Melilli.

## Storia
Grazie alla vittoria dei play-off del campionato di Serie A2 della stagione 2021-22, il Città di Melilli viene promosso nel massimo campionato italiano di calcio a 5 dove milita attualmente.

## Cronistoria
| Cronistoria del Città di Melilli C5 |
| --- |
| - ? · Fondazione dell'Assoporto Melilli. - 2015-16 · ? in Serie C1. Promossa in Serie B. Vincitrice dei play-off nazionali. - 2016-17 · 4ª nel girone G di Serie B. 2º turno dei play-off. - 2017-18 · 5ª nel girone H di Serie B. 1º turno dei play-off. 2º turno di Coppa Italia di Serie B. 1º turno di Coppa della Divisione. - 2018-19 · 1ª nel girone H di Serie B. Promossa in Serie A2. Semifinalista di Coppa Italia di Serie B. 2º turno di Coppa della Divisione. - 2019-20 · 2ª nel girone C di Serie A2 al momento della sospensione. 1º turno di Coppa Italia di Serie A2. 3º turno di Coppa della Divisione. - 2020 · Assume la denominazione Città di Melilli C5. - 2020-21 · 8ª nel girone D di Serie A2. - 2021-22 · 1ª nel girone D di Serie A2. Promossa in Serie A. Vincitrice dello spareggio promozione. 1º turno di Coppa Italia di Serie A2. - 2022-23 · 16ª in Serie A. Retrocessa in Serie A2 Élite. 1º turno di Coppa Italia. 3º turno di Coppa della Divisione. - 2023-24 · 3ª nel girone B di Serie A2 Élite. Semifinalista dei play-off. 1º turno di Coppa Italia di Serie A2 Élite. 1º turno di Coppa della Divisione. - 2024-25 · nel girone B di Serie A2 Élite. |

## Organigramma
- Presidente: Francesco Papale
- Vice presidente: Giorgio Messina
- Amministratore delegato: Sergio Lamia
- Responsabile commerciale: Bruno Barbino
- Ufficio stampa: Alessandro Vilona
- Segreteria: Giorgia Ghirone
- Fotografo: Alfio Di Stefano
- Amministrazione: Roberto Gizzi

## Organico

### Staff tecnico
- Allenatore: Antonino Rinaldi
- Vice allenatore: Sergio Lamia
- Preparatore tecnico: Marco Zuppardo
- Preparatore dei portieri: Fabio Seguenzia
- Fisioterapista: Eleonora Merlino
- Medico sociale: Roberto Nutria
- Addetto stampa : Alessandro Vilona